# Temporada 1973-74 de los Philadelphia 76ers
La temporada 1973-74 fue la vigésimo quinta de los Philadelphia 76ers en la NBA, y la undécima en Filadelfia, Pensilvania, tras haber jugado hasta entonces en Syracuse bajo el nombre de Syracuse Nationals. La temporada regular acabó con 25 victorias y 57 derrotas, ocupando el octavo puesto de la conferencia Este, no logrando clasificarse para los playoffs.

## Elecciones en elDraft
| Ronda | Puesto | Jugador          | Posición  | Nacionalidad   | Universidad     |
| ----- | ------ | ---------------- | --------- | -------------- | --------------- |
| 1     | 1      | Doug Collins     | Escolta   | Estados Unidos | Illinois State  |
| 1     | 18     | Raymond Lewis    | Base      | Estados Unidos | Cal State LA    |
| 2     | 21     | Allan Bristow    | Alero     | Estados Unidos | Virginia Tech   |
| 2     | 22     | George McGinnis  | Ala-Pívot | Estados Unidos | Indiana         |
| 2     | 32     | Caldwell Jones   | Pívot     | Estados Unidos | Albany State*   |
| 9     | 138    | Harvey Catchings | Pívot     | Estados Unidos | Hardin-Simmons* |
| 11    | 166    | Rod Freeman      | Alero     | Estados Unidos | Vanderbilt      |

## Temporada regular
| División Atlántico | División Atlántico | División Atlántico | División Atlántico | División Atlántico | División Atlántico | División Atlántico | División Atlántico | División Atlántico |
| Equipo             | G                  | P                  | %                  | PD                 | Casa               | Fuera              | Neutral            | Div                |
| ------------------ | ------------------ | ------------------ | ------------------ | ------------------ | ------------------ | ------------------ | ------------------ | ------------------ |
| y-Boston Celtics   | 56                 | 26                 | .683               | –                  | 26–6               | 21–18              | 9–2                | 17–5               |
| x-New York Knicks  | 49                 | 33                 | .598               | 7                  | 28–13              | 21–19              | 0–1                | 10–12              |
| x-Buffalo Braves   | 42                 | 40                 | .512               | 14                 | 19–13              | 17–21              | 6–6                | 12–10              |
| Philadelphia 76ers | 25                 | 57                 | .305               | 31                 | 14–23              | 9–30               | 2–4                | 5–17               |

## Estadísticas
| Rk | Jugador         | Edad | P  | PT | MP   | TC  | TCI  | %TC  | TL  | TLI | %TL  | RO  | RD  | RT   | AS  | RB  | TAP | BP | FP  | PTS  |
| -- | --------------- | ---- | -- | -- | ---- | --- | ---- | ---- | --- | --- | ---- | --- | --- | ---- | --- | --- | --- | -- | --- | ---- |
| 1  | Fred Carter     | 28   | 78 |    | 39.0 | 9.1 | 21.0 | .430 | 3.3 | 4.6 | .709 | 1.1 | 3.7 | 4.8  | 5.7 | 1.4 | 0.3 |    | 3.5 | 21.4 |
| 2  | Tom Van Arsdale | 30   | 78 |    | 39.0 | 7.9 | 18.4 | .428 | 3.8 | 4.5 | .851 | 1.1 | 3.9 | 5.0  | 2.6 | 0.8 | 0.0 |    | 3.8 | 19.6 |
| 3  | Steve Mix       | 26   | 82 |    | 36.2 | 6.0 | 12.7 | .475 | 2.8 | 3.5 | .792 | 3.7 | 6.8 | 10.5 | 1.9 | 2.6 | 0.5 |    | 3.7 | 14.9 |
| 4  | Leroy Ellis     | 33   | 81 |    | 35.0 | 4.0 | 8.9  | .452 | 1.8 | 2.4 | .750 | 3.6 | 7.4 | 11.0 | 2.3 | 1.1 | 1.1 |    | 2.8 | 9.9  |
| 5  | Larry Jones     | 31   | 72 |    | 26.1 | 3.7 | 8.6  | .423 | 2.7 | 3.3 | .838 | 1.0 | 1.6 | 2.6  | 3.2 | 1.2 | 0.3 |    | 1.6 | 10.0 |
| 6  | Freddie Boyd    | 23   | 75 |    | 24.2 | 3.8 | 9.5  | .402 | 1.9 | 2.6 | .723 | 0.2 | 1.0 | 1.2  | 3.3 | 0.8 | 0.1 |    | 2.3 | 9.5  |
| 7  | Toby Kimball    | 31   | 75 |    | 21.2 | 2.9 | 6.1  | .474 | 1.7 | 2.5 | .686 | 2.5 | 4.9 | 7.4  | 1.0 | 0.7 | 0.3 |    | 2.7 | 7.5  |
| 8  | Larry Cannon    | 26   | 19 |    | 17.6 | 2.6 | 6.7  | .386 | 1.0 | 1.5 | .679 | 0.8 | 1.1 | 1.9  | 2.7 | 0.4 | 0.2 |    | 2.5 | 6.2  |
| 9  | Doug Collins    | 22   | 25 |    | 17.4 | 2.9 | 7.8  | .371 | 2.2 | 2.9 | .764 | 0.3 | 1.6 | 1.8  | 1.6 | 0.5 | 0.1 |    | 2.6 | 8.0  |
| 10 | Don May         | 28   | 56 |    | 14.5 | 2.7 | 6.6  | .414 | 1.6 | 1.8 | .873 | 0.4 | 2.0 | 2.4  | 1.1 | 0.4 | 0.1 |    | 2.4 | 7.0  |
| 11 | Allan Bristow   | 22   | 55 |    | 11.7 | 2.0 | 4.9  | .400 | 0.8 | 1.0 | .737 | 1.2 | 1.8 | 3.0  | 1.7 | 0.5 | 0.0 |    | 1.2 | 4.7  |
| 12 | Rod Freeman     | 23   | 35 |    | 7.6  | 1.1 | 2.9  | .379 | 0.8 | 1.2 | .683 | 0.6 | 0.9 | 1.5  | 0.4 | 0.3 | 0.0 |    | 1.2 | 3.0  |
| 13 | Luther Rackley  | 27   | 9  |    | 7.6  | 0.6 | 1.4  | .385 | 0.9 | 1.2 | .727 | 0.6 | 1.9 | 2.4  | 0.0 | 0.3 | 0.4 |    | 1.2 | 2.0  |